# Ерісланді Лара
Ерісланді Лара (ісп. Erislandy Lara; 11 квітня 1983, Гуантанамо) — кубинський професійний боксер, чемпіон світу серед аматорів, чемпіон світу за версіями WBA (2015—2018) (з 2016 — WBA (Super)) і IBO (2015—2018) у першій середній вазі та версією WBA (2021—т.ч.) у середній вазі.

## Аматорська кар'єра
2005 року Ерісланді Лара став чемпіоном Куби і увійшов до складу збірної Куби. На командному Кубку світу 2005 переміг трьох суперників і програв у фінальному поєдинку Андрію Баланову (Росія), ставши срібним призером у складі збірної Куби.
На чемпіонаті світу 2005 завоював золоту медаль.
- В 1/32 фіналу переміг Сергія Дерев'янченко (Україна) — 30-9
- В 1/16 фіналу переміг Віджендера Сінґх (Індія) — RSCO
- В 1/8 фіналу переміг Андрія Баланова (Росія) — 28-16
- У чвертьфіналі переміг Мелсона Бойда (США) — RSCO
- У півфіналі переміг Бахтіяра Артаєва (Казахстан) — 31-22
- У фіналі переміг Магомеда Нурудінова (Білорусь) — 24-9

2006 та 2007 року Ерісланді Лара знов став чемпіоном Куби. На Іграх Центральної Америки і Карибського басейну 2006 завоював золоту медаль.
2007 року під час Панамериканських ігор в Бразилії Ерісланді Лара зі своїм співвітчизником Гільєрмо Рігондо покинув стан національної команди. Вважалося, що вони приєдналися до групи інших відомих боксерів-втікачів. За деякий час їх було доставлено в бразильський поліцейський відділок. Там вони заявили, що хочуть повернутися до Куби. Після цього інциденту перспективи виступів Лари у збірній Куби були перекреслені.
2008 року Лара все-таки втік з Куби до США, щоб розпочати професійну кар'єру.

## Професіональна кар'єра
4 липня 2008 року у Туреччині Ерісланді Лара провів перший професійний бій. 2009 року перебрався до США і впродовж 2009—2011 років провів тринадцять переможних боїв проти суперників невисокого класу.
25 березня 2011 року Лара закінчив бій з мексиканцем Карлосом Моліною внічию, а 9 липня 2011 року зазнав першої досить спірної поразки в бою проти американця Пола Вільямса.
У червні 2013 року Ерісланді Лара вийшов на бій за вакантний титул «тимчасового» чемпіона WBA у першій середній вазі проти мексиканця Альфредо Ангуло. У складному бою кубинець лідирував за набраними очками, однак у четвертому і дев'ятому раундах побував у нокдаунах. Усе вирішилося в десятому раунді, коли після влучання Лари зовсім закрилося вже підпухле око Ангуло, і той відмовився від продовження поєдинку.
7 грудня 2013 року Ерісланді Лара захистив титул «тимчасового» чемпіона WBA в бою проти колишнього чемпіона світу WBA американця Остіна Траута.

### Лара проти Альвареса
12 липня 2014 року Лара зустрівся в нетитульному бою у проміжній вазі (до 70,3 кг) з висхідною зіркою світового боксу мексиканцем Саулем Альваресом. Бій, що пройшов на MGM Grand у Лас-Вегасі і транслювався за системою Pay-per-view, вийшов цілком конкурентним. Кубинець показав хорошу рухливість і відзначився влучними контрударами, але увесь поєдинок пройшов у настійливих атаках Альвареса, який і здобув перемогу розділеним рішенням суддів — 115—113, 113—115, 117—111.
Після поразки від Альвареса Лара захистив титул «звичайного» чемпіона WBA (Regular), здобувши перемогу над Іше Смітом (США), а 12 червня 2015 року в бою проти Делвіна Родрігеса (Домініканська Республіка) завоював ще й вакантний титул чемпіона світу за версією IBO.
У червні 2016 року Лара був підвищений до звання «суперчемпіона» світу за версією WBA у першій середній вазі.

### Лара проти Герда
7 квітня 2018 року відбувся об'єднавчий бій між чемпіоном світу за версіями WBA (Super) та IBO Ерісланді Ларою та чемпіоном світу за версією IBF американцем Джарреттом Гердом. Бій був рівний без явної переваги одного з учасників, але за хвилину до закінчення дванадцятого раунду Герду вдалося надіслати Лару у нокдаун, що і стало причиною третьої поразки кубинця розділеним рішенням суддів — 114—113 (Лара), 114—113 (двічі на користь Герда).

### Друге здобуття титулу WBA Regular
2 березня 2019 року Лара намагався відібрати титул «регулярного» чемпіона WBA (Regular) у першій середній вазі у аргентинця Браяна Кастаньйо, але їхній бій завершився нічиєю, і титул залишився у Кастаньйо. Та вже у червні 2019 року Світова боксерська асоціація відібрала у аргентинця титул WBA Regular і санкціонувала наступний бій Ерісланди Лара проти мексиканця Рамона Альвареса за титул «тимчасового» чемпіона WBA. У серпні 2019 року Світова боксерська асоціація підвищила статус бою Лара — Альварес до бою за вакантний титул «регулярного» чемпіона WBA (Regular).
31 серпня 2019 року Ерісланді Лара знов заволодів титулом «регулярного» чемпіона WBA, здобувши дострокову перемогу над Рамоном Альваресом технічним нокаутом у другому раунді.
29 серпня 2020 року Лара переміг американця Грега Вендетті, захистив звання чемпіона WBA Regular і вдруге завоював вакантний титул чемпіона світу за версією IBO.

### Перехід до середньої ваги
1 травня 2021 року в бою проти американця Томаса Ламанна кубинець завоював ще й вакантний титул «регулярного» чемпіона WBA Regular у середній вазі, після чого відмовився від титулу «регулярного» чемпіона WBA у першій середній вазі.
28 травня 2022 року переміг технічним нокаутом Гарі О'Саллівана (Ірландія), після чого був підвищений до звання «звичайного» чемпіона WBA в середній вазі. 30 березня 2024 року, нокаутувавши в другому раунді обов'язкового претендента Майкла Зерафу (Австралія), захистив звання чемпіона WBA. 14 вересня 2014 року переміг відмовою від продовження бою Денні Гарсію (США).

## Таблиця боїв
| 30 Перемог (18 нокаутом), 3 Поразки, 3 Нічиї. |                        |        |        |     |                 |                                   | |
| Результат                                     | Противник              | Спосіб | Раунд  | Час | Дата            | Місце проведення                  | Примітки |
| 37 (31-3-3)                                   | Денні Гарсія (37-3)    | RTD    | 9 (12) |     | 14 вересня 2024 | Ті-Мобайл-арена, Парадайз, Невада | Захистив титул чемпіона світу за версією WBA у середній вазі.                                                             |
| 36 (30-3-3)                                   | Майкл Зерафа (31-4)    | TKO    | 2 (12) |     | 30 березня 2024 | Ті-Мобайл-арена, Парадайз, Невада | Захистив титул чемпіона світу за версією WBA у середній вазі.                                                             |
| 35 (29-3-3)                                   | Гері О'Салліван (31-4) | TKO    | 8 (12) |     | 28 травня 2022  | Барклайс-центр, Нью-Йорк          | Захистив титул чемпіона WBA Regular у середній вазі.                                                                      |
| 34 (28-3-3)                                   | Томас Ламанна          | KO     | 1 (12) |     | 1 травня 2021   | СтабХаб Центр, Карсон             | Завоював титул чемпіона WBA Regular у середній вазі.                                                                      |
| 33 (27-3-3)                                   | Грег Вендетті          | UD     | 12     |     | 29 серпня 2020  | Microsoft Theater, Лос-Анджелес   | Захистив титул чемпіона WBA Regular у першій середній вазі. Завоював вакантний титул чемпіона IBO у першій середній вазі. |